# Gesellschaft der Musikfreunde

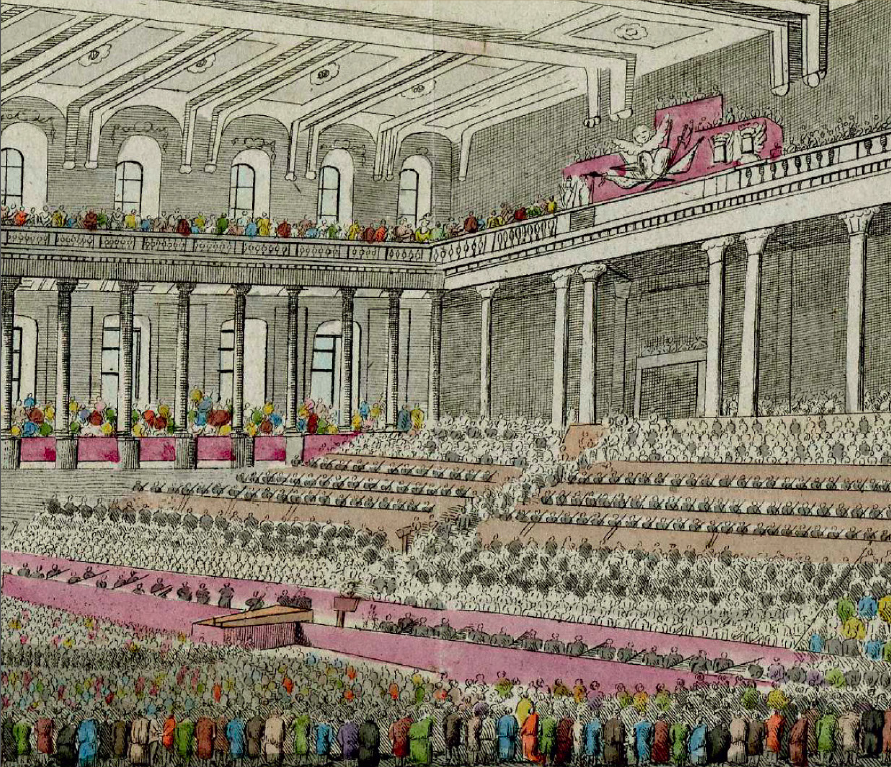
Kopparstick föreställande den första konserten 1812 då Händels Alexander's Feast gavs.

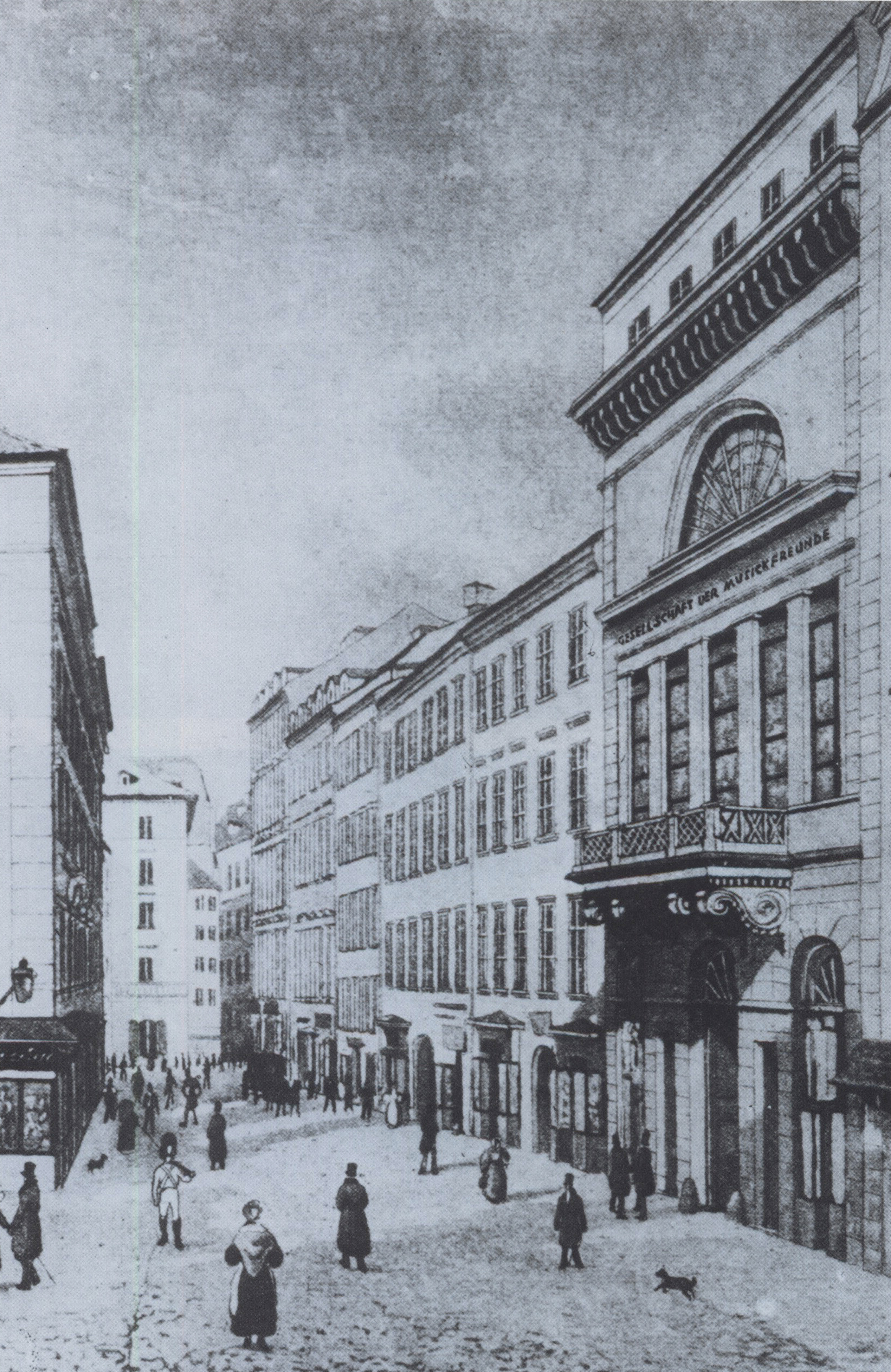
Musikverein-byggnaden (1831–1870) på Tuchlauben (Haus zum Roten Igel).

Gesellschaft der Musikfreunde in Wien (Sällskapet för Wiens musikvänner), även kallat Musikverein, grundades 1812 av bland andra Joseph von Sonnleithner. Föreningens syfte var enligt ursprungsstadgarna att stödja musik i alla dess yttringar. Man uppfyllde målen genom att stödja konserter, genom att grunda Universität für Musik und darstellende Kunst Wien 1819, Wiener Singverein 1858, låta bygga Musikverein 1870 och genom att systematiskt samla och arkivera musikhistoriskt viktiga dokument och musikaliska verk. Samlingen är idag ett världsledande musikarkiv.
Sällskapets första musikaliska ledare var Anton Rubinstein, utnämnd 1871. Han följdes 1872 av Johannes Brahms. Senare berömda musikaliska ledare har varit Wilhelm Furtwängler och Herbert von Karajan. Bland medlemmarna har funnits en stor del av 18- och 1900-talets centrala tonsättare, dirigenter, sångare och instrumentalister.
I början av 1818 avslogs förslaget att välja in Franz Schubert i sällskapet, något som möjligen kom att främja hans karriär.

### Fotnoter
1. ↑  ”Wie 1812 die Zukunft begann” (på tyska). Wiener Musikverein. Arkiverad från originalet den 22 december 2015. https://web.archive.org/web/20151222160204/https://www.musikverein.at/monatszeitung/monatszeitung.php?idx=1427. Läst 20 december 2015.